# Pinnawala
Pinnawala (auch Pinnawela) ist ein Ort in Sri Lanka in der Provinz Sabaragamuwa nahe der Stadt Kegalle.
Bekannt ist der Ort aufgrund eines Elefantenwaisenhauses (Pinnawala Elephant Orphanage), wo verwaiste oder verwundete Elefanten in natürlicher Umgebung gepflegt werden. 
Die Herde ist weiträumig eingegrenzt, was den Eindruck erweckt, dass die Elefanten in freier Wildbahn leben. Täglich um 11:00 Uhr werden die Elefanten zu einem benachbarten Fluss geführt um sie zu tränken. 
Gleichzeitig ist das Waisenhaus eine Touristenattraktion, man kann dort nämlich auch auf den Elefanten reiten.
Bis auf einen alten Bullen haben die Elefanten keine Stoßzähne.